# Saison 1 de The Closer : L.A. enquêtes prioritaires
Chronologie
Saison 2 de The Closer : L.A. enquêtes prioritaires
Cet article présente les treize épisodes de la première saison de la série télévisée américaine The Closer : L.A. enquêtes prioritaires.

## Distribution

### Acteurs principaux
- Kyra Sedgwick (VF : Élisabeth Fargeot) : Chef-adjoint Brenda Leigh Johnson
- J. K. Simmons (VF : Bernard Tiphaine) : Chef Will Pope
- Corey Reynolds (VF : Laurent Mantel) : Sergent puis inspecteur David Gabriel
- G. W. Bailey (VF : Jean-Claude De Goros) : Lieutenant Louie Provenza
- Robert Gossett (VF : Benoît Allemane) : Commandant Russell Taylor
- Anthony John Denison (VF : Erik Colin) : Lieutenant Andy Flynn
- Jon Tenney (VF : Bernard Lanneau) : Agent spécial Fritz Howard
- Michael Paul Chan (VF : Olivier Destrez) : Lieutenant Michael Tao
- Raymond Cruz (VF : Jérôme Rebbot) : Inspecteur Julio Sanchez
- Phillip P. Keene (VF : Patrick Delage) : Buzz Watson
- Gina Ravera (VF : Chantal Baroin) : Inspecteur Irène Daniels

Adaptation française : Jean-Yves Jaudeau et Dominique Vendeville.

### Acteurs récurrents
- James Avery (VF : Philippe Catoire) : Dr Crippen
- Amy Hill (VF : ?) : Analyste criminelle Franny (2 épisodes)
- Jack Conley (VF : ?) : Agent Jackson (2 épisodes)
- Bob Clendinin : Dr Terrence Hynes
- Lorraine Toussaint : Adjointe du Procureur Powell (2 épisodes)
- Jack Conley : Agent Jackson (2 épisodes)
- John Prosky : Avocat Banks (2 épisodes)

### Invités
- Clyde Kusatsu : Légiste Tanaka (épisode 1)
- John Rubinstein : Docteur Brown (épisode 1)
- Brad Rowe : Dean Kingsley (épisode 2)
- Rachel Boston : Jennifer (épisode 2)
- Stana Katic : Nadia Orwell (épisode 3)
- Seth Gabel : Nikolaï Koslov (épisode 3)
- Richard Roundtree : Colonel Walter (épisode 4)
- John Pyper-Ferguson : Andy Osterman (épisode 3)
- Mark Feuerstein : Docteur Jérôme (épisode 5)
- John de Lancie : Docteur Dawson (épisode 5)
- Meredith Baxter : Député Simmons (épisode 6)

## Résumé de la saison
Brenda Leigh Johnson, ancienne enquêtrice formée au FBI arrive à Los Angeles à la tête de la nouvelle division en tant que chef-adjoint : Les enquêtes prioritaires. En réalité c'est son ancienne relation amoureuse avec le Chef Pope qu'elle a eue qui lui a valu d'être nommée à ce poste. Son équipe est constituée du Lieutenant Provenza, personnage grognon mais qui par sa longue expérience du terrain lui vaut d'être un précieux atout, du Lieutenant Flinn qui avec le Capitaine Taylor aime mettre des bâtons dans les roues du Chef Johnson mais qui par la suite deviendront des alliés dans sa brigade, et du Sergent Gabriel qui est un jeune Sergent très réactif et très droit sur les règles. Le Lieutenant Tao s'occupe de tout ce qui est électronique et balistique et possède un vocabulaire qui parfois irrite ses collègues. L'inspecteur Irène Daniels est la seule femme avec Johnson à faire partie de la brigade, elle s'occupe des relations avec les proches de victimes et contacte diverses personnes pour obtenir des informations nécessaires à l'enquête. L'inspecteur Sanchez, lui, est spécialisé dans les relations des gangs Latinos à Los Angeles. Brenda va faire la rencontre d'un ancien ami qu'elle a connu, l'agent Fritz Howard avec qui elle sympathise de plus en plus. Toute la Brigade rejette l'autorité du Chef-adjoint Johnson dans un premier temps, n'hésitant pas à menacer de se faire muter. Mais par la suite la Brigade se prend d'affection pour Brenda qui se révèle une excellente observatrice, inexorable meneuse d'interrogatoires et personne compatissante quand il le faut.

## Liste des épisodes

### Épisode 1:L'amour vache
- États-Unis : 13 juin 2005 sur TNT
- France : 19 février 2006 sur France 2
- France : 19 septembre 2006 sur France 3

- Allison Smith : Ellen Parks
- Clyde Kusatsu : Docteur légiste Tanaka
- Julius Tennon : Lieutenant Waters
- John Livingston : Lieutenant Garth
- John Rubinstein : Docteur Brown
- John Prosky : Avocat Banks
- Joanna Sanchez : Maid

On apprend que Brenda était anciennement mariée et qu'elle a divorcé depuis.
Dans beaucoup de scènes, Brenda est accompagnée de son sac à main. Ce sac est l'objet culte de la série, et Brenda ira même jusqu'à risquer sa vie pour le récupérer dans un futur épisode.
Buzz Watson est absent de l'épisode

### Épisode 2:Mise en beauté
- États-Unis : 20 juin 2005 sur TNT
- France : 26 février 2006 sur France 2
- France : 19 septembre 2006 sur France 3

- James Avery : Docteur Crippen
- Phillip P. Keene : Buzz Watson
- Brad Rowe : Dean Kingsley
- Helen Tucker : Heather Kingsley
- Rachel Boston : Jennifer
- Natalija Nogulich : Avocate de Mr. Kingsley
- William Snow : Donnie Holt
- Jennifer O'Dell : Allison Metcalfe
- Caryn E. Kaplan : Isabelle
- Adam Lieberman : Joe Melnick

- La musique de fond quand Brenda cherche sa route est All I Do Is Drive de Johnny Cash
- Brenda retourne un compliment sur la coiffure du Chef Pope mais il se trouve qu'il est chauve.

### Épisode 3:Faux alibis
- États-Unis : 27 juin 2005 sur TNT
- France : 5 mars 2006 sur France 2
- France : 26 septembre 2006 sur France 3

- Stana Katic : Nadia Orwell
- Peter Haskell : Un Juge
- Tom Irwin : Député Hilton
- Seth Gabel : Nikolai Koslov
- Don McManus : Danny Booth
- Amy Hill : Franny, une analyste criminelle
- Elya Baskin : Un prêtre
- Dean McDermott : Agent du FBI Stephen Simms
- Michael Woods : Agent du FBI Bill Blackburn
- John Pyper-Ferguson : Avocat Andy Osterman
- Brent Hinkley : Préposé à la morgue

Brenda achète la maison de la victime à un prix réduit et pour cause, c'est là que la victime de l'épisode est morte.

### Épisode 4:Le tireur invisible
- États-Unis : 4 juillet 2005 sur TNT
- France : 19 mars 2006 sur France 2
- France : 26 septembre 2006 sur France 3

- Richard Roundtree : Colonel Devin Walter
- Amy Hill : Franny, une analyste criminelle
- Christian Monzon : Jesus Garcia
- Conrade Gamble : Walter junior
- Rosie Garcia : Témoin de l'accident
- Germaine De Leon : Membre d'un gang
- Magaly Colimon : Policière

- Il n'y a pas de réelle conclusion quant à la scène finale.

### Épisode 5:Dossiers confidentiels
- États-Unis : 11 juillet 2005 sur TNT
- France : 26 mars 2006 sur France 2
- France : 3 octobre 2006 sur France 3

- Robin Bartlett : Leah Rainey
- Mark Feuerstein : Dr Jerome
- John de Lancie : Dr Dawson
- Larry Joshua : M. Hammond
- Amanda Carlin : Mme Hammond
- Jake Sandvig (en) : Howard Quigley
- Michelle Ewin : Teri
- Heidi Heller : Mère de Teri
- Danielle Savre : Gretchen Schiller
- Ellen Bry : Mme Schiller
- Ned Bellamy : M. Schiller
- Shishir Kurup : Un Docteur
- Sam Murphy : Eric Josephson
- Matthew Jones : Officier Chilton

### Épisode 6:Petites annonces
- États-Unis : 18 juillet 2005 sur TNT
- France : 2 avril 2006 sur France 2
- France : 3 octobre 2006 sur France 3

- Meredith Baxter : Députée Jane Simmons
- Donzaleigh Abernathy : La maîtresse de cérémonie
- Reynaldo Rosales : Brett Harlan
- Graham Shiels : Andrew Gage
- Rick D. Wasserman : Larry Fine
- David Kaufman : David Jones
- Stephanie Nash : Martha Jones
- Randy Wayne : Corey Horowitz
- Patrick Renna : Jeffrey
- Cynthia Sophiea : Mère de Jeffrey
- Paul Ambrus : Un policier

- Les acteurs Anthony John Denison (Andy Flinn), Robert Gossett (Capitaine Taylor) et Raymond Cruz (Julio Sanchez) sont absents de l'épisode.

### Épisode 7:Un enfant normal
- États-Unis : 25 juillet 2005 sur TNT
- France : 16 avril 2006 sur France 2
- France : 10 octobre 2006 sur France 3

- Colleen Flynn : Jillian Thompson
- Bubba Lewis : Keith Thompson
- Leigh Bush : Légiste
- John Fleck : Eddie Hoke
- Holmes Osborne : Avocat de Mr.Hoke
- Michael Worth : Jason Murphy
- Cheryl Carter : Avocate de Mr.Murphy
- Allen Cutler : Un barman
- John Dohle : Un lieutenant du S.W.A.T

- Le thème de l'épisode est l'autisme.
- Le Lieutenant Provenza (G. W. Bailey) n'apparaît pas dans l'épisode.

### Épisode 8:Crime haineux
- États-Unis : 1er août 2005 sur TNT
- France : 23 avril 2006 sur France 2
- France : 10 octobre 2006 sur France 3

- Conan McCarty : Détective Ross
- James Avery : Dr.Crippen
- Hank Stratton : Barry Anderson
- Bob Clendenin : Dr. Terrence
- Kerr Smith : Blake Rawlings
- Kiersten Lyons : Jennifer Russell
- J.R. Cacia : Avocat de Mr. Rawlings
- Joel Brooks : Législateur Bridges
- Robert Gant : Julian Carver
- David Andriole : Dr. Eric Hall
- Wilson Cruz : Un client du bar
- Azita Ghanizada : Une voisine de Mr. Rawlings

- La chatte de Brenda semble malade.
- Gina Ravera qui joue l'Inspecteur Daniels est absente de l'épisode.
- Le Docteur Terrence joué par Bob Clendenin apparaîtra dans d'autres épisodes de la série.

### Épisode 9:Une maison bien entretenue
- États-Unis : 8 août 2005 sur TNT
- France : 30 avril 2006 sur France 2
- France : 17 octobre 2006 sur France 3

- Yvonne DeLarosa : Carmen Alvarez
- Federico Dordei : Alejandro Gutierrez
- James Avery : Dr.Crippen
- Jo Anderson : Leslie Phillips
- Ryan Carnes : Austin Phillips
- Jeffrey Nordling : Hart Phillips
- Veronica Cartwright : Vera Mathers
- Michael D. Weatherred :Wayne Mathers
- John Prosky : Monsieur Banks
- Ben Hernandez Bray : Agent fédéral

### Épisode 10:La mort du majordome
- États-Unis : 15 août 2005 sur TNT
- France : 7 mai 2006 sur France 2
- France : 17 octobre 2006 sur France 3

- James Avery : Dr. Crippen
- Katy Selverstone : Deanna Dutton
- Rick Ravanello : Devlin Dutton
- Douglas Sills : Dennis Dutton
- Stephen Tobolowsky : James Bloom, avocat des Dutton
- Clive Revill : Albert Turner
- Thomas Ian Griffith : Substitut Thomas Yates
- Samantha Quan : Officière Susanna Walsh

- Les acteurs J. K. Simmons (Will Pope), Robert Gossett (Capitaine Taylor), Anthony John Denison (Lieutenant Andy Flinn) et Jon Tenney (Agent spécial Fritz Howard) sont seulement crédités, ils n'apparaissent pas dans cet épisode.

### Épisode 11:Vivre libre
- États-Unis : 22 août 2005 sur TNT
- France : 14 mai 2006 sur France 2

- Ivar Brogger : Dr. William Graham
- Marina Sirtis : Layla Mokhtari
- Ethan Rains : Faraz Mokhtari
- Jack Conley : Agent Jackson du FBI
- Greg Rikaart : Craig Sherman
- Marsh Mokhtari : Officier traducteur

- Le Lieutenant Provenza n'hésite pas à montrer son talent d'improvisateur en faisant semblant d'être bousculé par l'agent Jackson pour éloigner le FBI de l'affaire. Il va même jusqu'à porter un faux plâtre.

- On perçoit le malaise lorsque l'agent spécial du FBI Fritz Howard est rabaissé par la brigade de Brenda, y compris Pope. Brenda est mal à l'aise de voir son "ami" maltraité ainsi.

- A entendre parler Brenda au téléphone, on pourrait croire que sa mère peut être envahissante dans sa vie.

### Épisode 12:Erreur d'identification
- États-Unis : 29 août 2005 sur TNT
- France : 21 mai 2006 sur France 2

- James Avery : Dr. Crippen
- Jason O'Mara : Bill Croelick
- Lorraine Toussaint : Substitut du Procureur Janet Powell
- Jefferson Mays : Dr. Easton
- Tim Griffin : Roy Barnes
- Stephanie Childers : Kim Barnes
- Larry Cedar : Dr. Nelson Graydon

- On assiste à un clivage entre le Capitaine Taylor et le Lieutenant Andy Flinn qui pourtant sont proches. Le premier souhaite que soit menée une enquête interne sur le deuxième.
- Curieusement, Brenda soutient Flinn sur la menace d'enquête interne qui pèse sur lui. Ce soutien va motiver le Lieutenant Flinn à effectuer un changement dans sa carrière.
- Lisa Barnes est interprétée par Sherri Olson bien que non-créditée.
- Bill Croelick joué par Jason O'Mara refera une apparition dans l'épisode 1 de la saison 4.

### Épisode 13:Meurtre en musique
- États-Unis : 5 septembre 2005 sur TNT
- France : 18 juin 2006 sur France 2

- Dakin Matthews : Un voisin de la victime
- Jamie Elman : Dennis Burke
- Tony Plana : Alonzo Lopez
- Jenny Gago : Delia Lopez
- Mayte Garcia : Amelia Pruitt
- Alanna Ubach : Sandy DeCourt
- Lorraine Toussaint : Adjointe Powell du Procureur
- Jack Conley : Agent Jackson du FBI
- Joseph Bertót : Un jardinier
- Ricardo Chacon : Un jardinier

- Le Lieutenant Andy Flinn a demandé son transfert permanent dans la Brigade du chef-adjoint Johnson (épisode précédent) ce qui est à effet immédiat dans cet épisode.
- On assiste à une merveilleuse interprétation de G. W. Bailey qui imite Brenda en début d'épisode.
- Cette fois, c'est Brenda qui fait l'objet d'une enquête interne.
- Une promotion est proposée à l'un des membres de la brigade.
- On assiste à un véritable paradoxe entre la fin du premier épisode et cet épisode final (Brenda prend la poubelle pour jeter les dossiers tout comme dans l'épisode 1).